# Миргород (катер)
«Миргород» (U-731, до 01.11.1997 РВК-493) — водолазний рейдовий катер проєкту РВ376У (або 376У, англ. РО-2 class за класифікацією НАТО) катер забезпечення Військово-Морських Сил України. У ВМФ СРСР носив назви ВРД-493, потім РВК-493.

## Особливості проєкту
У 1948 році в конструкторському бюро МСП для потреб народного господарства і ВМФ був затверджений проєкт катера, якому згодом було присвоєно номер проєкту 376. Катер був універсальним і міг використовуватися в різних галузях як сторожовий, водолазний, митний тощо. Першим заводом на якому почали будувати катери даної серії був Ярославський суднобудівний завод — звідси катери проєкту отримали розповсюджену назву катер «Ярославець». Пізніше катери будували також на Сосновськосу СБЗ. У 1955 році проєкт був дещо модернізований і йому присвоїли індекс 376У. Катерів проєктів 376 і 376У було побудовано близько двох десятків різних модифікацій. Катери серійно будувалися до 1992 року, вони і досі широко використовуються в різних галузях діяльності.

## Історія корабля
Катер ВРД-493 (заводський номер С-929) був закладений на Сосновському суднобудівному заводі в Кіровській області РРФСР у 1975 році. Спущений на воду в тому ж році. Після спуску на воду внутрішніми водними шляхами самостійно здійснив перехід в Азовське море, а звідти — в Чорне море. Після підписання державною комісією акту про прийомку наказом головнокомандуючого ВМФ зарахований до складу Чорноморського флоту.
Під час розділу Чорноморського флоту СРСР корабель було призначено для передачі Військово-Морським Силам України. Військово-морський прапор України піднято 10 січня 1996 року.
Виведений зі складу флоту і списаний 30 листопада 2004 року.

## Зовнішні посилання
- Фото катера на сайті «Чорноморський флот» (рос.)